# Gerwig Blarer

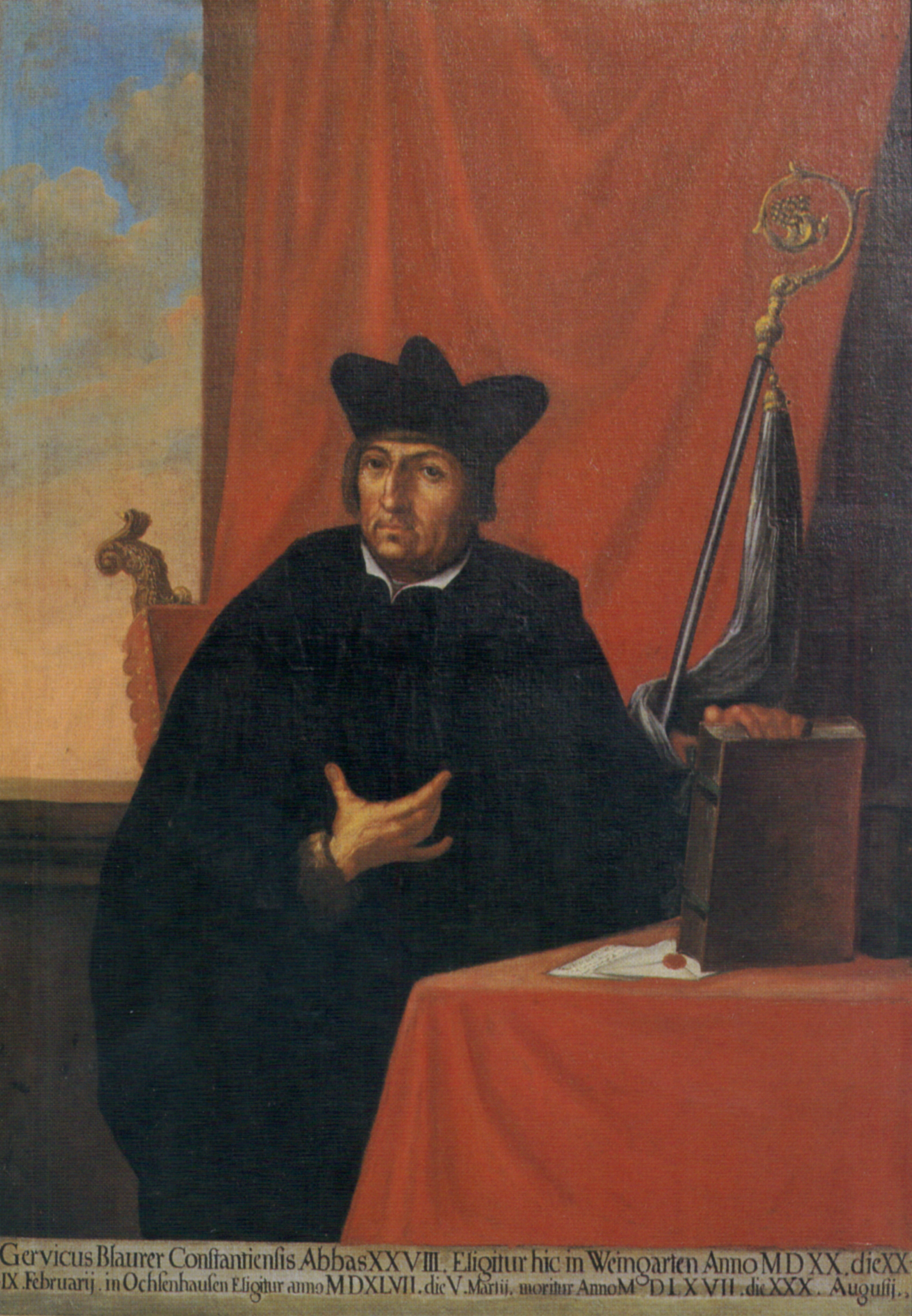
Abt Gerwig Blarer (Gemälde 18. Jh.)

Gerwig Blarer (von Giersberg) OSB, auch Gerwig Blaurer, „von Gyrsberg“ (* 25. Mai 1495 in Konstanz; † 30. August 1567 in Weingarten) war der 28. Abt der Reichsabtei Weingarten und der 10. Abt der Reichsabtei Ochsenhausen sowie kaiserlicher Rat und päpstlicher Legat.

## Leben

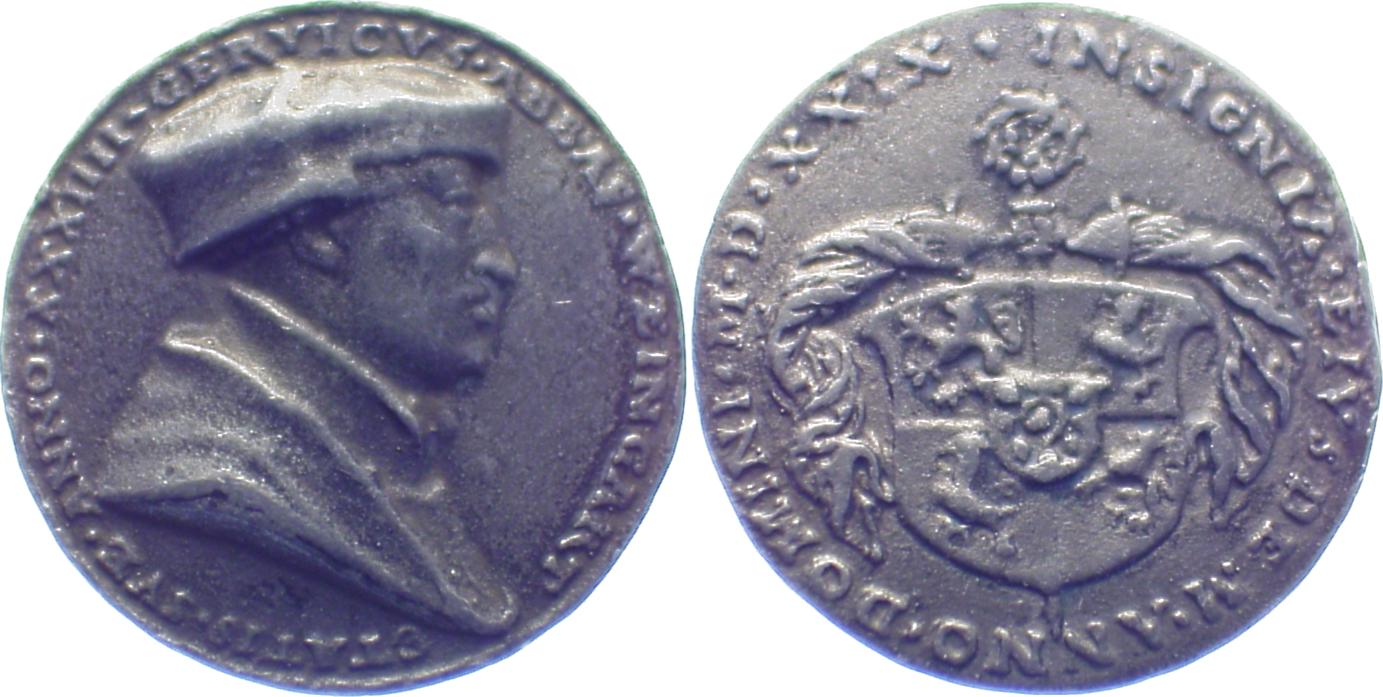
Blei-Medaille der Abtei mit Profilbild und Abtswappen von Gerwig Blarer (1529)

Blarer war der Sohn des Konstanzer Kaufmanns Hans Blarer († 1505) und dessen zweiter Frau Katharina Schilter. Die Kinder seines Stiefbruders Augustin Blarer († 1502) waren Ambrosius Blarer, der Reformator von Konstanz und einer der Reformatoren des Herzogtums Württemberg, Thomas Blarer und Margarete Blarer.
Blarer wurde 1511 Novize der Benediktiner im Kloster Weingarten. Er studierte Kirchenrecht in Freiburg im Breisgau, Wien und Ferrara. 1520 wurde er Abt von Weingarten und 1547 auch Abt der Reichsabtei Ochsenhausen in Oberschwaben. 1523 wurde Abt Gerwig Vorsitzender des Kollegiums der schwäbischen Prälaten; 1530 wurde er zum kaiserlicher Rat und Hofkaplan bestimmt. Sowohl Kaiser Karl V. als auch dess Bruder Ferdinand I. nahmen seinen Rat gerne entgegen; er wurde mit wichtigen Aufgaben und Missionen betraut. Papst Julius II. ernannte ihn zu seinem Legaten, Kaiser Karl V. 1556 zu seinem Kommissar beim Reichskammergericht. Bekannt wurde Blarer als Meinungsführer der Katholiken Oberschwabens in der Reformation.
1556 erwirkte er auch beim Kaiser Karl V. eine Verordnung für die Reichsabtei Ochsenhausen, die den Land- und Leut verderblichen Handelskunstgriffen der Juden Einhalt gebot.
Er galt als der politischste Abt Weingartens und spielte mit dem aus Leutkirch stammenden Prälaten Johann Fabri eine wichtige Rolle in der Zeit der Reformation in Oberschwaben. Er erhielt 1537 das Recht des Gebrauchs der Pontifikalien.
Er starb am 30. August 1567, zwei Tage vor Eröffnung der Konstanzer Diözesansynode.
Sein Nachfolger in Weingarten war Johann Hablitzel.